# Coteaux du Sézannais
De Coteaux du Sézannais is een Appellation d'Origine Contrôlée, een wettelijk gedefinieerd wijngebied, in Frankrijk. Het is een van de wijngebieden in de Champagne waarvan de druiven mogen worden gebruikt voor het bereiden van de champagne.
Geografisch gezien ligt de Coteaux du Sézannais in het verlengde van de Côte des Blancs, zuidelijk van de stad Épernay. Twee riviertjes, de Surmelin en de Petit Morin hebben rivierdalen uitgesleten in het plateau van Brie en op de zuidelijke hellingen van die dalen verbouwt men vooral pinot meunier. De chardonnay met een areaal van 32% en de pinot noir met 12% volgen op afstand. Aan de oever van de Grand Morin verbouwt men op de zuid- en oosthellingen vooral chardonnay.
- Zie ook: De Appellations d'Origine Contrôlée van de Champagne

- Coteaux Sud d'Epernay
- Côte des Blancs
- Massif de Saint Thierry
- vallée de l'Ardre
- Montagne de Reims
- Vallée de la Marne
- Côte des Bar
- Coteaux du Sézannais